# Uddevalla (commune)
La commune d'Uddevalla est une commune suédoise du comté de Västra Götaland peuplée d'environ 56 820 habitants (2020). Son chef-lieu se situe à Uddevalla.

## Localités principales
- Ammenäs
- Fagerhult
- Herrestad
- Hogstorp
- Ljungskile
- Sunningen
- Uddevalla